# Dècim Juni Silà (cònsol 62 aC)
Dècim Juni Silà (en llatí Decimus Junius Silanus) va ser un magistrat romà, fill de Marc Juni Silà (cònsol 109 aC). Va ser el padrastre de Marc Juni Brut tiranicida perquè es va casar amb la seva mare Servília Cepionis.
Va ser edil l'any 70 aC i va organitzar uns magnífics jocs. Va ser derrotat en la seva candidatura a cònsol pel 64 aC, però en va ser escollit l'any 63 aC (per exercir el 62 aC). Es va declarar partidari de la pena màxima pels conspiradors catalinaris, però després es va mostrar més moderat. Va ser cònsol l'any 62 aC amb Luci Licini Murena amb el que va proposar la lex Licinia Junia que establia que havien de passar tres nundines fins que el poble votés una rogatio. Va confirmar la lex Caecilia Didia. Plini diu que va ser procònsol, però no diu de quin lloc.